# Casa del Príncipe
La casa del Príncipe es un edificio residencial de estilo eclético y modernista de la ciudad de Valladolid (España), construido en 1906 y ejemplo de la arquitectura residencial burguesa en esta ciudad. Se encuentra situado en el número 11 de la calle de la Acera de Recoletos. Está cerca de la casa Mantilla.

## Historia
La Acera de Recoletos había sido, desde el siglo XVI, el espacio donde numerosas órdenes religiosas habían construido sus conventos y centros asistenciales. Tras la Desamortización de Mendizábal en 1835, la burguesía se adueña de este espacio, eligiéndolo para edificar sus residencias más importantes. El edificio se sitúa en la esquina entre la acera de Recoletos y la calle Colmenares. Esta última había sido abierta en 1893 sobre los terrenos de los antiguos conventos para aprovechar mejor los solares.
La construcción empieza en 1906 y termina en 1908. Los planos son obra de Jerónimo Arroyo, formado en la Escuela de Barcelona y titulado en 1899. En esta obra vemos todavía al arquitecto titubeante en algunos aspectos compositivos que en obras posteriores irá asentando. El edificio muestra el portal en la esquina, como era casi preceptivo en este tipo de solares, y se organiza en torno a un gran patio interior que se encuentra en el centro del solar y al que también abre ventanas la escalera. Esta es una disposición muy moderna para aquel tiempo y se usará en numerosísimas ocasiones en las décadas siguientes.

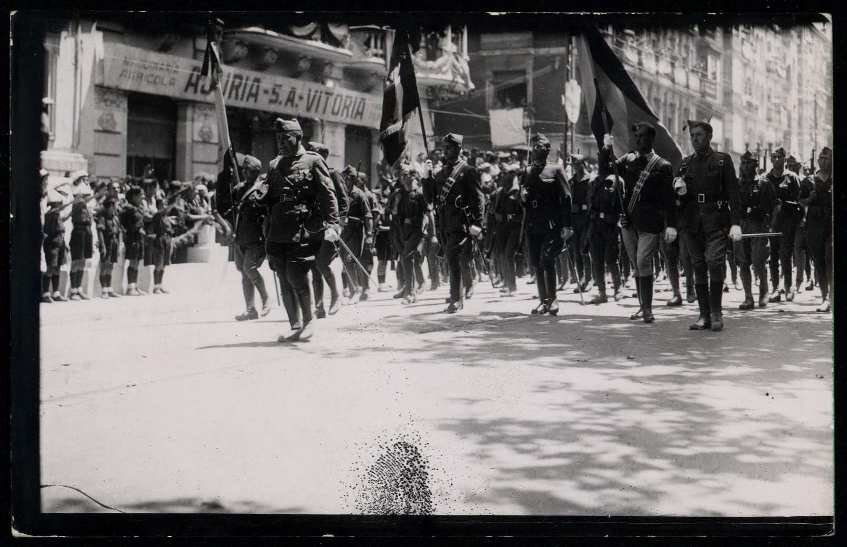
Desfile militar en el 2.º aniversario del Alzamiento contra la República, con el característico torreón de la esquina del edificio (al fondo) y varios niños saludando brazo en alto (izquierda): 18 de julio de 1938.

## Estilo

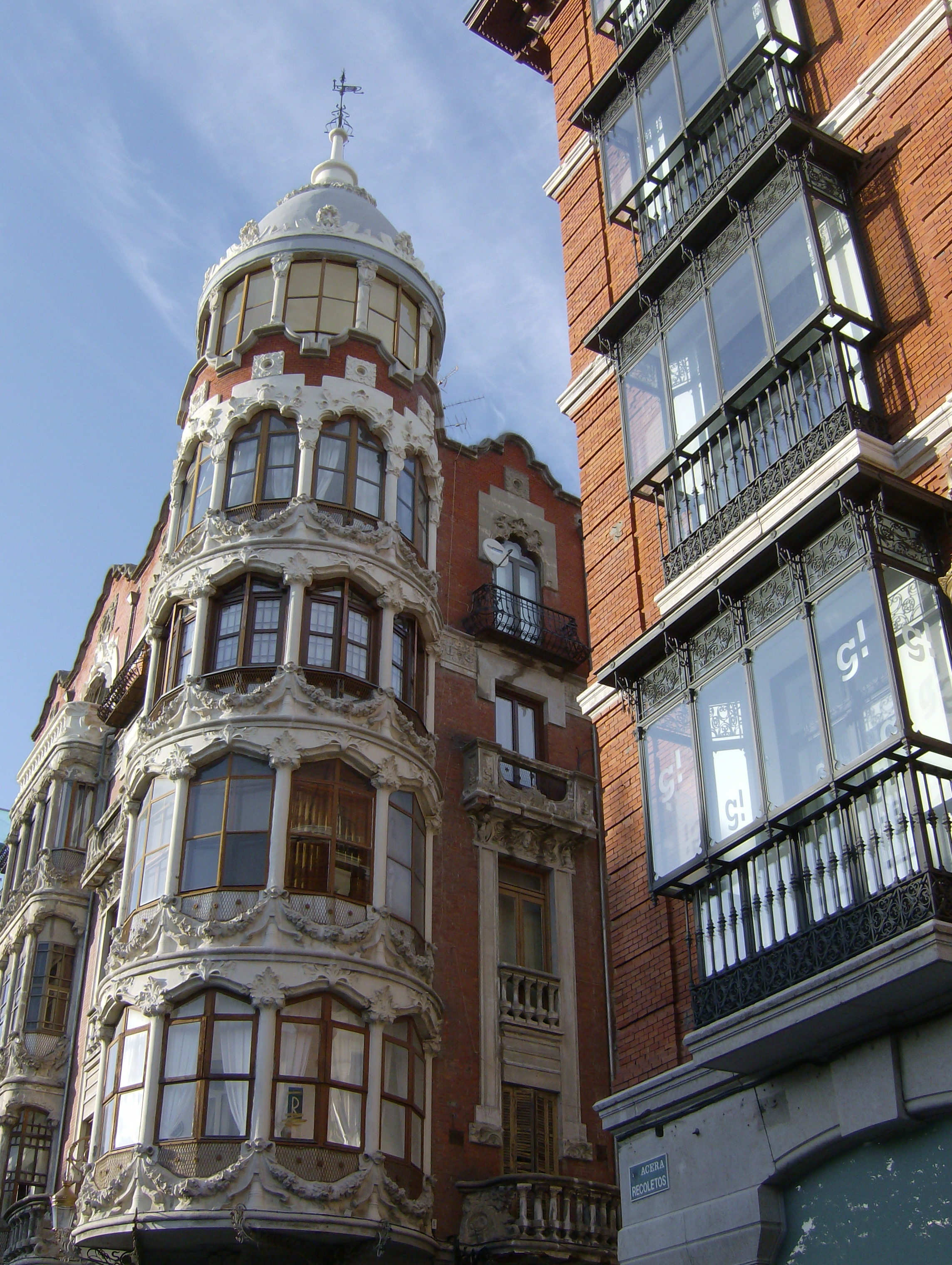
Detalle del edificio.

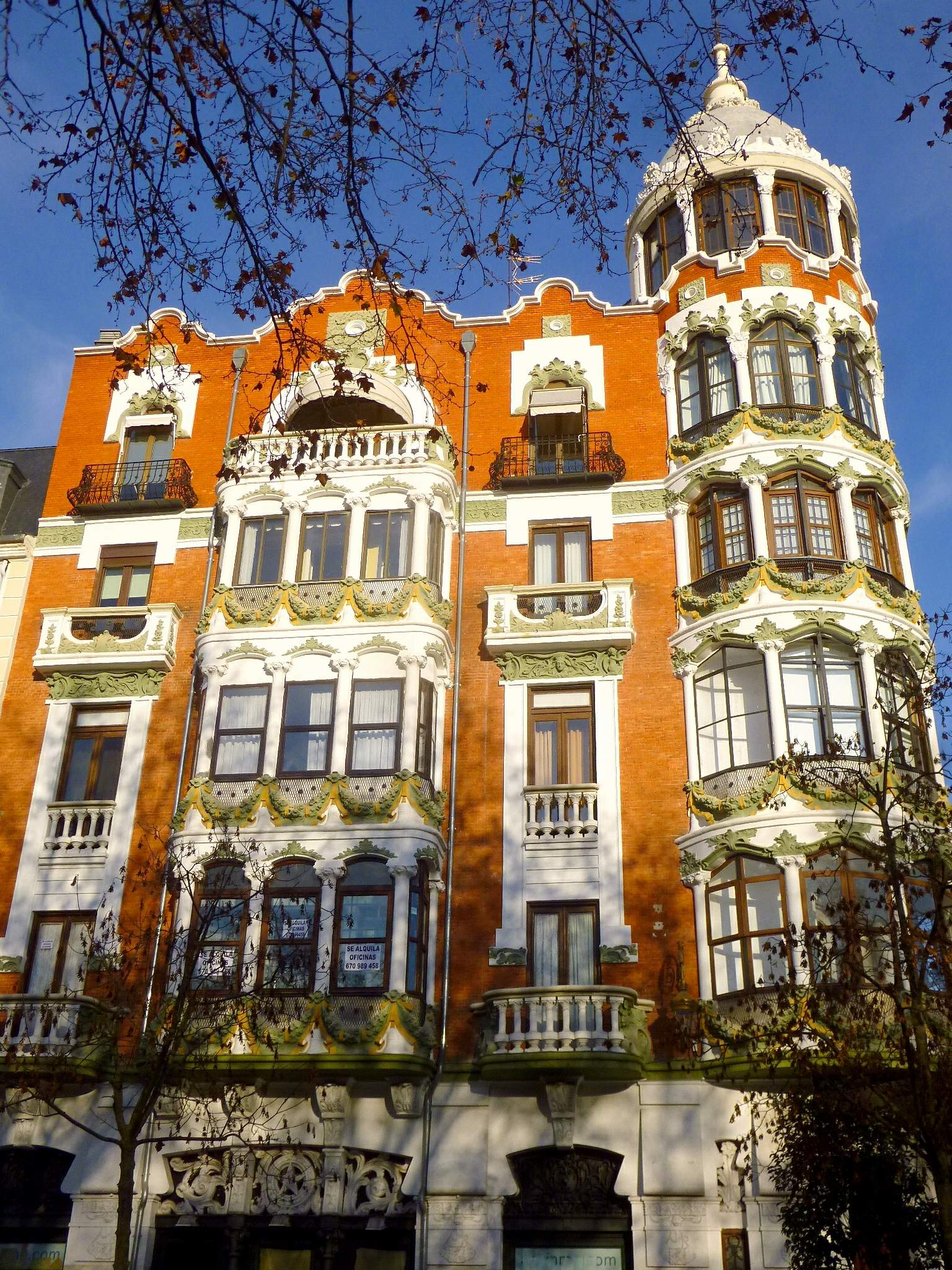
El edificio en el año 2016.

La fachada es lo más representativo del edificio. Lo más expresivo de ella es el torreón con el que se resuelve la esquina. Es cilíndrico y nace de unos delicados soportes de fundición de aspecto orgánico y que parece que lo sostienen. En él se abren grandes huecos decorados con columnas y elementos vegetales que dan ligereza y verticalidad al elemento y se remata con una cúpula apuntada. El resto de la fachada es más plano y está construido en ladrillo. Se organiza mediante la apilación de balcones y miradores, que contribuyen a la articulación de la fachada. Los balcones pertenecientes a distintas alturas se componen de manera muy distinta entre sí, algo que da gracia a la fachada. Las diferentes alturas se cosen mediante miradores construidos en hormigón armado, mismo material empleado en los elementos decorativos de la fachada, junto al hierro. El hormigón y el ladrillo generan una bella bicromía que da mucha prestancia a la fachada. Son de resaltar la coronación del edificio, con curvas recortadas que ocultan la cubierta, algo que da al edificio un aire rococó, y su planta baja, con grandes huecos, de gran tensión, resueltos con pilares de fundición decorados.
El estilo es ecléctico, con numerosa influencia del modernismo (detectable sobre todo en los adornos vegetales de la fachada), aunque también posee otras referencias, como a la tradición del mudéjar (al usar ladrillo en las fachadas) o al estilo Beaux Arts francés.
En 2007 fue uno de los escenarios de la película Un buen día lo tiene cualquiera, rodada íntegramente en la ciudad castellana.